# چشمه‌سید
چشمه سید روستایی در دهستان آیسک بخش آیسک شهرستان سرایان استان خراسان جنوبی ایران است. بر پایه سرشماری عمومی نفوس و مسکن در سال ۱۳۸۵ جمعیت این روستا ۷۷ نفر (در ۱۸ خانوار) بوده است.